# Grigorovič M-5
Grigorovič M-5 byl ruský průzkumný dvouplošný létající člun s jedním motorem v tlačném uspořádání, který zkonstruoval Dmitrij Pavlovič Grigorovič. 
Na jaře roku 1915 byl dohotoven v závodě Ščetinin v Petrohradě pátý typ létajícího člunu označený M-5. Prototyp ihned převzalo námořní letectvo k bojové službě a už 12. dubna jej poprvé nasadilo k průzkumné akci nad Černým mořem. Zároveň objednalo další stroje a otevřelo sériovou výrobu ukončenou v roce 1923. Největší počet M-5 poháněl rotační motor Gnôme Monosoupape o výkonu 74 kW, existovaly však varianty s motory Rhône o 81 kW a Clerget o 95 kW. 
Letoun byl užíván zejména v době první světové války. Carské námořní letectvo používalo dvoumístné M-5 převážně k výcviku a při kratších průzkumných akcích u pobřeží. Po VŘSR převzalo tyto stroje sovětské námořní letectvo.

## Specifikace

### Technické údaje
- Osádka: 2
- Délka: 8,50 m
- Rozpětí: 13,62 m
- Plocha křídel: 38 m²
- Vlastní hmotnost: 660 kg
- Vzletová hmotnost: 960 kg
- Pohonná jednotka: 1 × 100hp Gnome Monosoupape
- Výkon pohonné jednotky: 100 hp

### Výkony
- Maximální rychlost: 105 km/h
- Dostup: 3300 m
- Vytrvalost v letu: 4 hodiny

### Výzbroj
- 1 x kulomet